# Hieracium stewartii
Hieracium stewartii là một loài thực vật có hoa trong họ Cúc. Loài này được (F.Hanb.) Roffey mô tả khoa học đầu tiên năm 1925.